# Загорье (Червенский район)
Загорье (бел. Загор'е) — деревня в Червенском районе Минской области. Входит в состав Смиловичского сельсовета.

## Географическое положение
Находится примерно в 35 километрах к западу от Червеня, в 32 км от Минска, в 18 км от железнодорожной станции Михановичи линии Минск-Осиповичи, на автодороге Минск-Могилëв.

## История
На 1800 год деревня в составе Игуменского уезда Минской губернии, принадлежвашая судье С. Монюшко и насчитывавшая 3 двороа, где проживали 28 человек. Согласно Переписи населения Российской империи 1897 года урочище Загорье в составе Смиловичской волости, располагавшееся за 1 версту от реки Волма, где располагался фольварок в 1 двор, насчитывавший 10 жителей. На начало XX века население урочища осталось прежним. На 1917 год хутор, где было 2 двора и 17 жителей. 20 августа 1924 года вошла в состав вновь образованного Корзуновского сельсовета Смиловичского района Минского округа (с 20 февраля 1938 — Минской области). Согласно переписи населения СССР 1926 года хутор в 3 двора, где проживали 14 человек. В 1954 году в связи с упразднением Корзуновского сельсовета деревня вошла в Смиловичский сельсовет. 20 января 1960 года в связи с упразднением Руденского района вместе с сельсоветом передана в Червенский район, тогда здесь было 67 жителей. На 1980-е годы относилась к совхозу «Заветы Ильича». По итогам переписи населения Белоруссии 1997 года в деревне насчитывалось 3 дома и 4 жителя. На 2013 год 4 круглогодично жилых дома, 5 постоянных жителей.

## Население
- 1800 — 3 двора, 28 жителей
- 1897 — 1 двор, 10 жителей
- начало XX века — 1 двор, 10 жителей
- 1917 — 2 двора, 17 жителей
- 1926 — 3 двора, 14 жителей
- 1960 — 67 жителей
- 1997 — 3 двора, 4 жителя
- 2013 — 4 двора, 5 жителей